# Cythnia albida
Cythnia albida är en snäckart som beskrevs av Carpenter 1864. Cythnia albida ingår i släktet Cythnia och familjen Eulimidae. Inga underarter finns listade i Catalogue of Life.